# Komokiacea
Die Komokiacea sind eine Überfamilie einzelliger, meeresbewohnender Foraminiferen aus der Ordnung der Astrorhizida. Sie ist weltweit vor allem in der Tiefsee zu finden.

## Beschreibung
Komokiacea haben Durchmesser bis zu 1 bis 5 Millimeter. Ihre zarten und wenig robusten Gehäuse sind vielfach röhrenförmig verzweigt, die Verzweigungen sind meist dichotom, selten finden sich Trichotomien oder gar Polytomien. Die Gehäusewände sind einfach und werden aus in organischem Leim gebundenen Lehmpartikeln agglutiniert, das Gehäuseinnere ist mit einer feinen organischen Lage ausgekleidet. Im Gehäuse finden sich Ansammlungen kleiner Kotpillen (Stercomata). Aperturen sind nicht ausgebildet, als Austrittsöffnungen für die Retikulopodien dienen einfache Poren im Gehäuse.

## Verbreitung
Arten der Komokiacea finden sich in allen Ozeanen und sind auch arktisch nachgewiesen. Vertikal sind sie in Meerestiefen von 400 bis 9600 Metern belegt, mit einem deutlichen Schwerpunkt unterhalb der Kontinentalhänge im Abyssal und Hadal der Tiefsee, Funde aus höheren Lagen sind deutlich seltener. Vertreter der Baculellidae steigen dabei nicht auf Höhen oberhalb von 2000 Meter.

## Systematik und Forschungsgeschichte
Die Überfamilie wurde 1977 von Ole S. Tendal und Robert R. Hessler erstbeschrieben, zugleich mit zwei Familien, sechs Gattungen und elf Arten. Ab Ende der 1980er Jahre wurden dann zahlreiche neue Taxa beschrieben. Typusgattung ist Komokia, der Name leitet sich von dem Begriff komoki her, einer spielerischen Verballhornung des russischen „vetvistye komoktchki“ („verzweigte Klümpchen“), einem zu der Zeit in der Sowjetunion gebräuchlichen informellen Ausdruck für die Tiere.
Während Tendal und Hessler sie noch bei den Textulariida einordneten, werden sie aktuell bei den Astrorhizida geführt. Komokiacea sind nur aus dem Holozän belegt.
- Familie Komokiidae
  - Komokia
    - Komokia multiramosa

  - Septuma
    - Septuma ocotillo
    - Septuma brachyramosa[4]
    - Septuma komokiformis[4]
    - Septuma stellata[4]
    - Septuma pauciseptata[5]

  - Ipoa
    - Ipoa fragila
    - Ipoa pennata[4]

  - Normanina
    - Normania conferta
    - Normanina tylota
    - Normanina saidovae

  - Lana
    - Lana neglecta
    - Lana spissa[5]

  - Cerebrum[5]
    - Cerebrum coralliformis[5]

  - Reticulum[5]
    - Reticulum reticulatum[5]
    - Reticulum pingue[5]
- Familie Baculellidae
  - Baculella
    - Baculella hirsuta
    - Baculella globofera

  - Edgertonia
    - Edgertonia tolerans
    - Edgertonia argillispherula

  - Arbor[5]
    - Arbor cuspidata[5]
    - Arbor hispida[5]
    - Arbor multiplex[5]

  - Catena[5]
    - Catena piriformis[5]

Als incertae sedis innerhalb der Überfamilie werden eingestuft:
- - Skeletonia[4]
    - Skeletonia variabilis[4]